# Agapetes neriifolia
Agapetes neriifolia là một loài thực vật có hoa trong họ Thạch nam. Loài này được (King & Prain) Airy Shaw mô tả khoa học đầu tiên năm 1935.